# لیونل کاکس (ورزشکار)
لیونل کاکس (انگلیسی: Lionel Cox؛ زادهٔ ۷ نوامبر ۱۹۸۱) ورزشکار ورزش تیراندازی اهل بلژیک است.
وی در مسابقات کشوری و بین‌المللی در مجموع برندهٔ ۱ مدال نقره شده‌است.